# V4 엔진

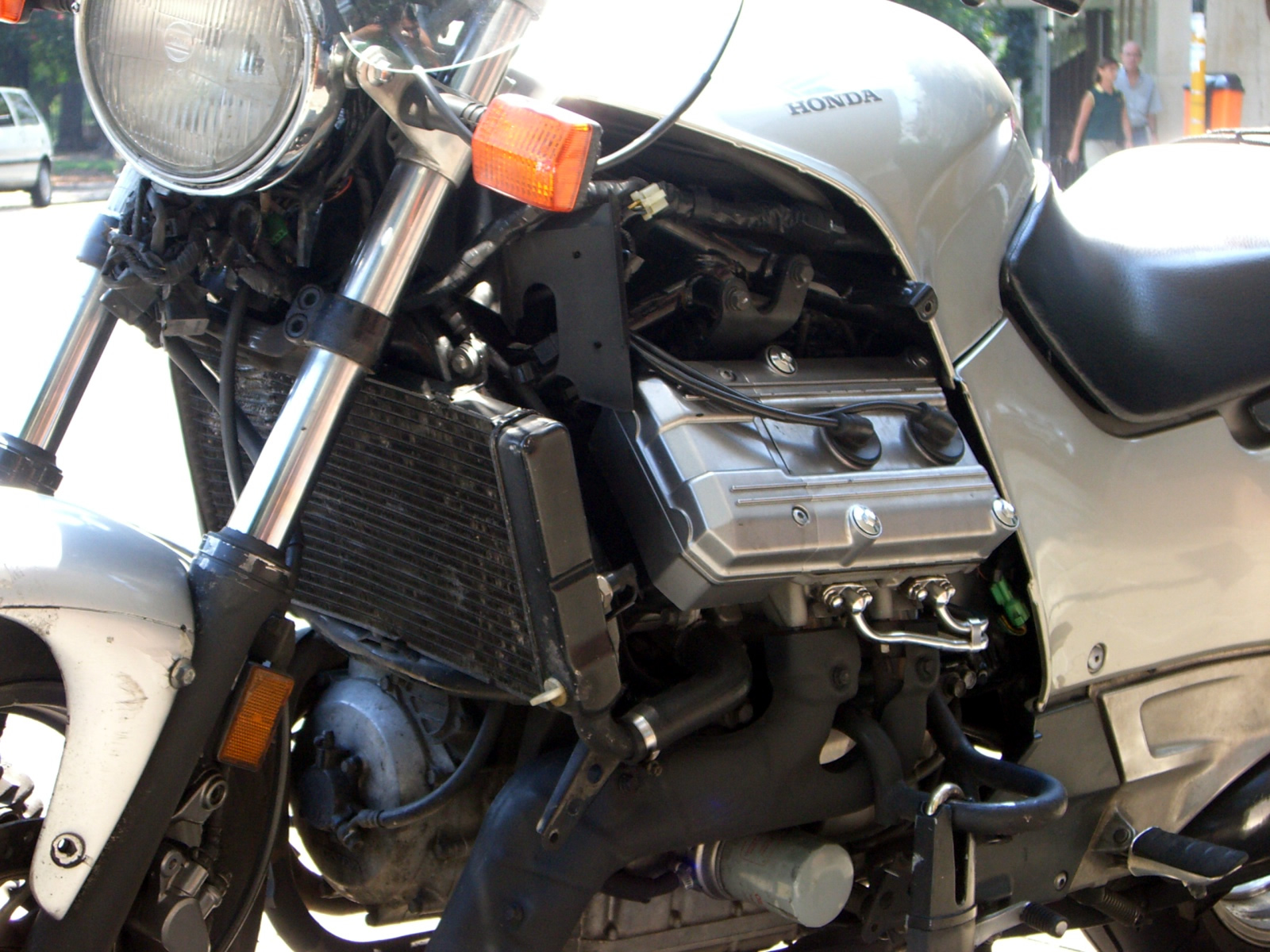
1990년~2002년형 혼다 ST1100의 V4 엔진

V4 엔진(영어: V4 engine)은 실린더가 공통 크랭크 축을 공유하고 V 구성으로 배열된 4기통 피스톤 엔진이다.

## 디자인
대부분의 V4 엔진에는 반대 실린더가 공유하는 두 개의 크랭크핀이 있다. 크랭크 샤프트는 일반적으로 3개의 메인 베어링으로 지지되어 있다.
보다 일반적인 4기통 직렬 엔진 레이아웃과 비교하여 V4 엔진은 훨씬 짧다. 다른 V 각도를 사용할 수 있지만 두 개의 피스톤이 공유 크랭크핀을 사용하여 90° V 각도에 있는 경우 엔진은 진동을 줄이는 완벽한 1차 균형이라는 추가적인 이점을 제공한다.설계는 또한 4기통 직렬 엔진보다 더 작은 로킹 커플을 생성할 수 있으며 더 짧은 크랭크 샤프트는 증가된 강성으로 인해 비틀림 진동의 영향에 덜 민감하다.
단점은 4기통 직렬 엔진에 비해 본질적으로 더 넓은 설계와 2개의 배기 매니폴드, 2개의 실린더 헤드 및 2개의 밸브 트레인(따라서 오버헤드 캠 엔진의 경우 2개 또는 4개의 캠축이 필요함)이 필요하다는 것이다. 실린더 헤드, 매니폴드 1개, 밸브 트레인 1개, 직렬 4개 엔진용 캠축 1개 또는 2개를 가지고 있다.두 개의 개별 구성 요소 뱅크가 있으면 비용과 복잡성이 증가한다.
V4 엔진은 4기통 직렬 엔진보다 넓기 때문에 보조 드라이브, 흡기 시스템 및 배기 시스템을 통합하면서 컴팩트한 크기를 유지하는 것이 더 어려울 수 있다. 60° V4는 90° V4 엔진보다 더 컴팩트하지만 60° 설계는 완벽한 기본 균형을 갖지 않으므로(크랭크핀이 분할되지 않은 경우) 진동을 줄이기 위해 종종 균형 샤프트가 필요하다. 또한 공유 크랭크핀이 있는 모든(4행정) V4 엔진은 불균일하게 발사되며 잠재적으로 더 무거운 플라이 휠이 필요할 수 있다.

## 같이 보기
- 4기통 수평 엔진